# Endoxyla lituratus
Endoxyla lituratus là một loài bướm đêm thuộc họ Cossidae. Nó được tìm thấy ở khắp Úc.
Sải cánh dài khoảng 70 mm.
Ấu trùng khoan gỗ loài Acacia, tạo một lỗ mật như cấu trúc hang. Quá trình hóa nhộng diễn ra trong hang này. Vòng đời chúng có thể lên đến 4 năm.